# Ardour
Ardour és un programa multiplataforma d'enregistrament multipista d'àudio i midi a disc dur, codi obert, distribuït baix llicencia GPL.
Generalment és usat com un entorn de masteritzat d'àudio, encara que les seves potencialitats van molt més enllà, ja que és un estudi d'enregistrament digital sofisticat i un dels millors programes per a enregistrament/edició d'àudio que existeix en aquest moment no només dins del codi obert, es compara a Pro Tools, l'estàndard d'enregistrament en estudis professionals, mundialment usat.

## Característiques
Cal ressaltar l'enregistrament multicanal, edició no linear i no destructiva, amb una sèrie il·limitada de Desfer/Refer, arquitectura basada en plug-ins, etc. A més, pot ser controlat per material d'àudio, de forma similar a Nuendo, Cubase o Digital Performer.
- Enregistrament en 12 o 24 bits
- Qualsevol nombre de canals físics
- Suport de formats d'àudio estàndard: wav, aiff,...
- Escalat de temps
- Repetició per pista o per sessió
- Cross-fading automàtic

## Més informació
- Nivell d'instal·lació: Alt (requereix instal·lació de programes de tercers)
- Corba d'aprenentatge: Alta
- Resultats/Qualitat: Nivell professional
- Estabilitat: Alta.
- Suport: Alt
- Plataforma Open-Source: Sí